# Logos Hope (schip, 1973)
Logos Hope is het vierde schip van de internationale zendingsorganisatie Operatie Mobilisatie. Voorgaande schepen van OM waren:
- De Logos, die in 1988 strandde en verging bij Kaap Hoorn
- De Logos II, die eind 2008 uit de vaart genomen is
- De Doulos, die eind 2009 uit de vaart is genomen.

Logos Hope doet dienst als zendingsschip en varende boekwinkel.

## Geschiedenis van het schip
Het schip werd in 1973 in gebruik genomen als veerboot tussen Malmö (Zweden) en Travemünde (Duitsland) onder de naam Gustav Vasa. Na 10 jaar werd ze verkocht aan de Faeröerse rederij Smyril Line, om onder de naam Norröna diensten te onderhouden vanuit de haven van Tórshavn, de hoofdstad van de Faeröer. Er werd gevaren op Lerwick (Shetlandeilanden), Bergen (Noorwegen), Hanstholm (Denemarken) en Seyðisfjörður (IJsland).
In 2003 werd een nieuwe Norröna in de vaart genomen. Het oude schip werd omgedoopt tot Norröna I en te koop gezet.

## De Logos Hope nu
Na veel overleg werd de Norröna I in maart 2004 gekocht door Operatie Mobilisatie en omgedoopt tot Logos Hope. Van 2004 tot 2009 is het schip grootscheeps verbouwd. Het autodek is onder de naam "Logos Hope Experience" opgedeeld in 2 dekken. Hier kunnen 1000 bezoekers tegelijk worden ontvangen, naast nog eens 700 in het "Hope Theater" en de "Logos Lounge".
In 200 hutten is plaats voor 400 bemanningsleden en maximaal 100 passagiers.
Het schip is uitgerust voor trans-Atlantische en trans-Pacifische reizen.

## Afbeeldingen

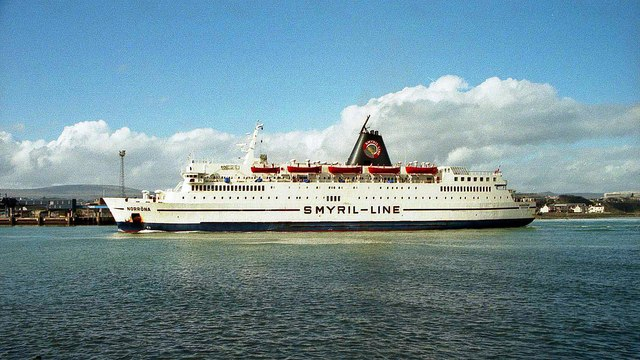
De Norröna in Larne (1995)
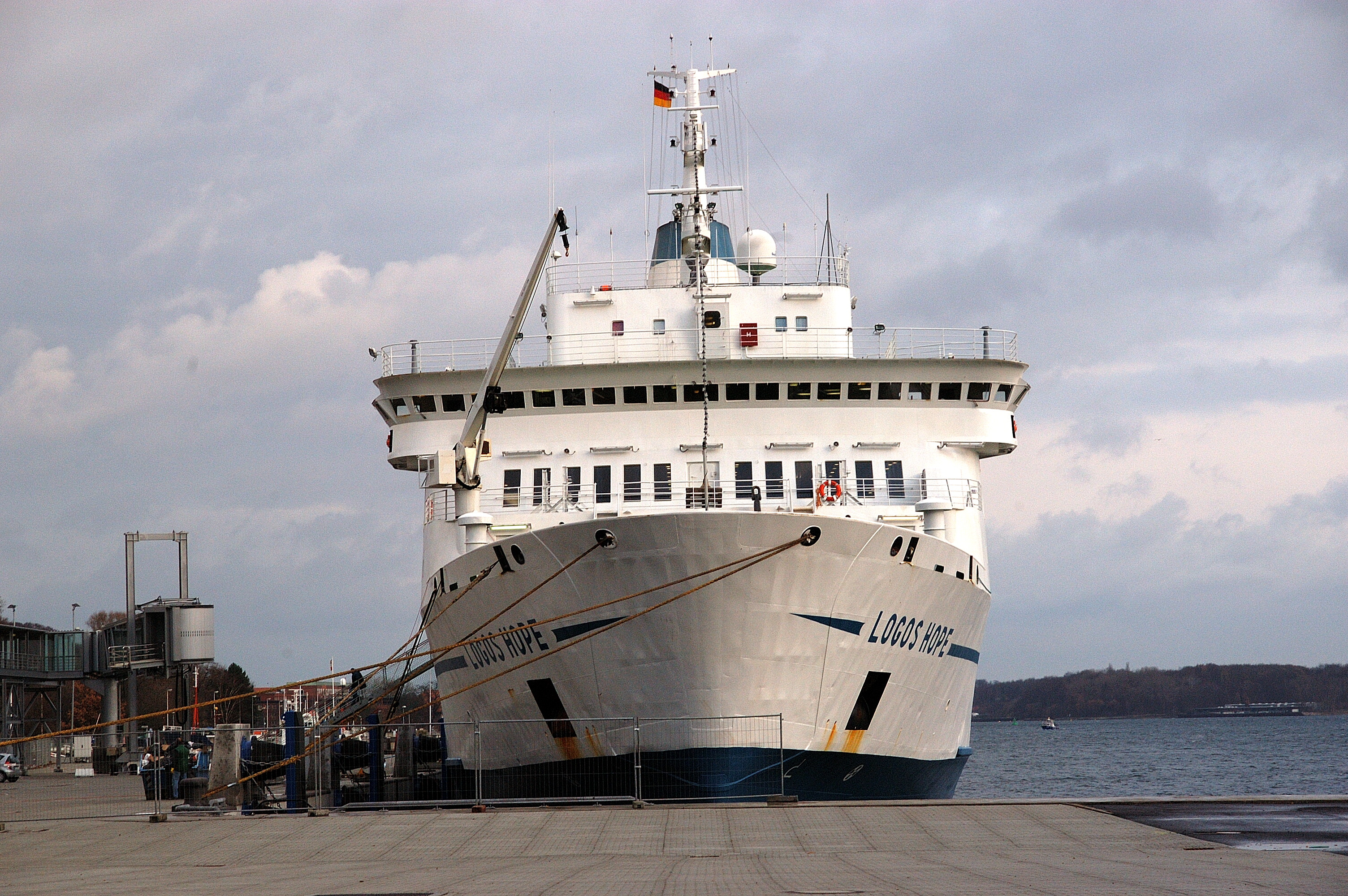
Kiel (december 2007)
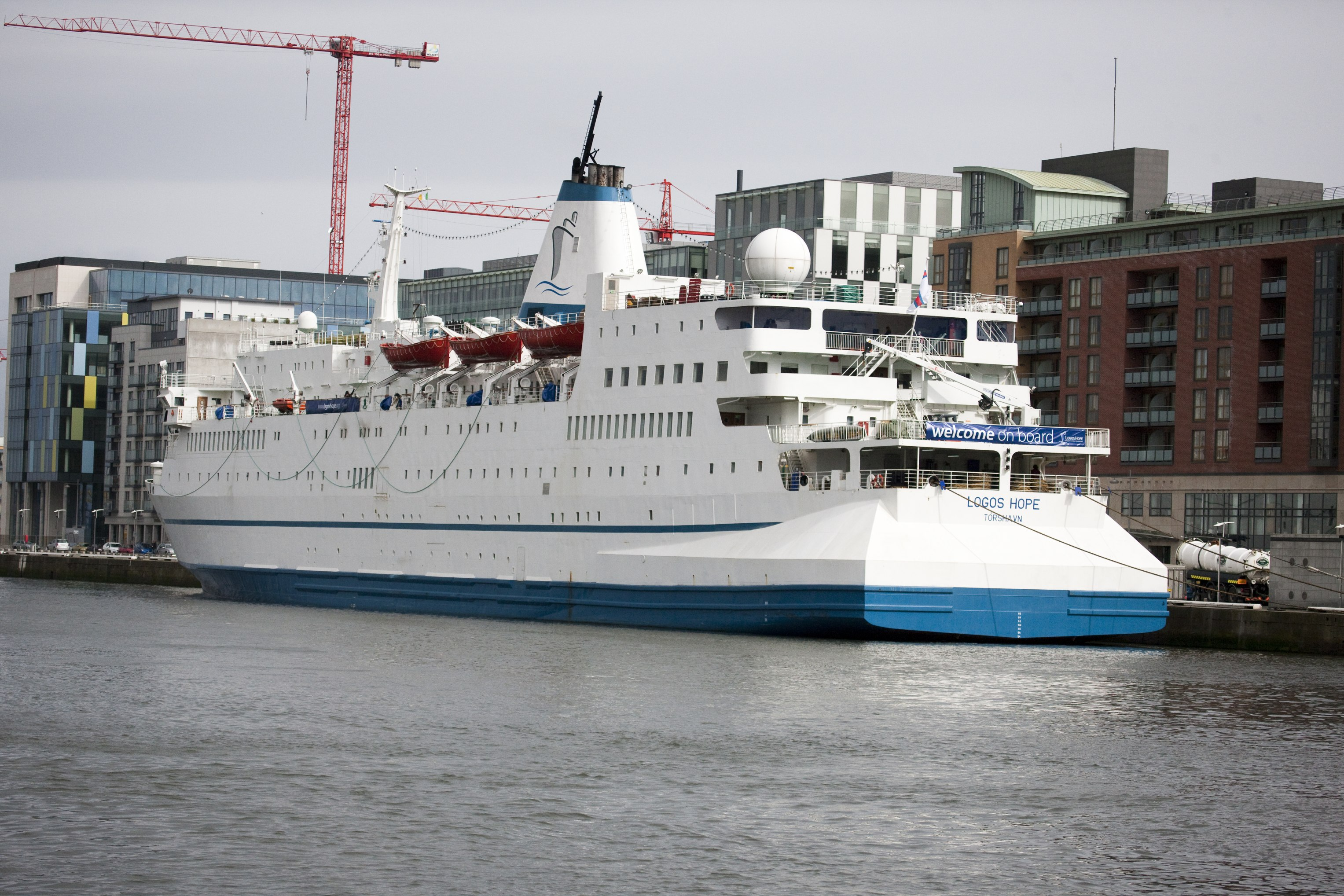
Dublin (mei 2009)